# 일지매 (만화)
《일지매》는 만화가 고우영이 스포츠신문 일간스포츠에서 1975년부터 1977년까지 연재했고, 이후 단행본으로 출간된 창작 사극 만화이다. 조선 후기의 의적 일지매를 소재로, 병자호란 직전의 조선을 무대로 펼치는 일지매의 의적 활동을 그려내었다. 작가에 따르면 일지매는 본인이 꼽는 자신의 대표작이며, 사실상 원전 없이 의적 일지매라는 소재를 통해 작가가 순수 창작한 작품이라고 한다.
문화방송에서 2009년 방영한 돌아온 일지매는 이 작품을 원전으로 제작하였다.

## 출판 과정
일지매는 일간스포츠에 연재되었으며 이후 우석출판사에서 고우영의 작품을 전집 형태로 출판하였을 때 함께 출판되었다. 이 우석출판사본은 심의 기준에 맞추기 위하여 사투리, 욕설, 정사 장면, 폭력적인 장면 등이 삭제되었다.
이후 2004년, 출판사 애니북스와 고우영은 원본 원고를 토대로 삭제된 컷을 복구하는 등의 복원 작업 끝에 일지매의 복각본을 출간하였다. 또한 이 복각본은 인터넷 뉴스 사이트인 딴지일보는 이전 고우영의 삼국지를 무삭제 복각하였던 사업의 연장선상에서 일지매의 무삭제본을 사이트 내에서 연재하기도 하였다.

### 복각 작업
애니북스에서 출간된 일지매는 기존의 우석출판사본의 재활용 없이 독자적으로 진행되었다. 딴지일보에 따르면, 일지매의 복각은 신문 연재본을 원본으로 하여 재구성하였다고 한다. 다만, 신문 연재 당시 연재 영역 우하단에 광고가 있었는데, 이 부분은 본래 작가가 내용을 넣지 않는 부분이었다. 때문에 2004년에 출간된 단행본 일지매에는 이 부분에 만화 내용 흐름에 맞는 컷을 새로 그려 넣는 작업이 추가되었다.

## 줄거리
일지매는 홍길동과 마찬가지로 양반의 서자로 태어났지만, 태어나자 마자 버려진다. 요행히 걸인인 걸치와 승려인 열공의 도움으로 목숨을 건진 일지매는, 열공의 주선으로 만주 지방의 부호의 양자가 되어, 그 곳에서 성장하여 쿵후를 익힌다. 하지만 아직 어린 일지매는, 조선 침략을 위한 정탐을 위해 파견되는 왕횡보의 꼬임에 넘어가 그와 함께 조선으로 돌아온다. 그러다가 다시 만난 걸치와 함께 거제도에 내려갔다가 우연한 기회에 일본 대마도로 건너가, 그 곳의 닌자 가문에서 인술을 배운다.
장성한 일지매는 조선으로 돌아와, 뛰어난 능력을 가난하고 힘없는 사람들을 위해 사용하라는 열공의 가르침에 따라 의적 활동을 펼친다. 무소불위의 양반 권력하에 신음하는 민중을 도와주는 한편, 나라를 후금에 넘기려는 역적 김자점 세력에 대항하여 나라를 지키기 위한 활약을 펼친다.
이 작품은 기본적으로 시간의 흐름에 따라 서술되고 있지만, 구체적으로는 '기전체식' 서술 구조를 보인다. 즉, 주인공 일지매의 활약을 중심으로 놓되 다른 연계 사건들을 중간중간 상세하게 파고들음으로써 내용의 풍부함을 더하는 것이다. 이는 고우영의 다른 작품인 수호지나 임꺽정에서도 보여지는 서술 구조인데, 이러한 서술 구조는 신문 연재물이라는 작품의 특성에서 기인한 것이라고 볼 수 있다.

## 등장 인물

### 주요 등장 인물
- 일지매
작품의 주인공이다. 김참판과 그 여종 백매 사이에서 태어나지만, 원하지 않는 자식이었기 때문에 영아 상태에서 개울에 버려진 것을 걸치가 구출하여 성장하게 된다. 출생 탓으로 인해 모친에 대해서 깊은 그리움을 가지고 있으며 양반을 혐오한다.
기본적으로 정의롭지만 마음 내킬 때는 대의 명분과 관련 없는 살인도 마다하지 않는 등, 복잡한 내면을 가진 인물이다. 하지만 애국심과 민중에 대한 애정은 남다르다.
아름다웠던 모친 백매를 닮아 일지매는 중성적인 미소년의 외모를 가지고 있다. 때문에 문제를 해결하거나 몸을 피하기 위해 일지매는 종종 여장을 하기도 한다.
일지매라는 이름은 스승인 열공이 지었는데, 그 연유는 일지매가 버려진 개울 위에 매화가 피어 있었기 때문이었다.[6] 이에 착안해 일지매는 자신이 훔친 물건 자리에 금으로 만든 매화 가지를 놓고 간다.

- 김자점
당대의 영의정으로, 일지매와는 숙적 관계이다. 청과 내통하여 역모를 꾸미려는 흉계를 품고 있다. 나라를 어지럽히는 해동청과 봉선이파의 대립, 식인(食人) 사건 등, 여러 가지 사건들을 뒤에서 조종하면서 기회를 엿보고 있었지만, 청나라 장수 용골대에게 보내는 밀서가 계속해서 일지매에 의해 차단되면서 일지매와 점차 대립하게 된다.
일지매를 제거하기 위해 갑사들을 고용하기도 하며, 월희를 납치하여 인질로 삼고, 때로는 일지매를 회유하기도 하지만 모든 방법이 좌절된다. 일지매의 평판을 떨어뜨리기 위해 가짜 일지매를 이용하는 등 지략이 뛰어난 면모를 보여준다.

- 걸치
경상도 거제 출신의 걸인이다. 우연히 개울에 버려진 일지매를 구해준 인연으로, 동냥젖을 먹여 가며 일지매를 양육한다. 또한 장성한 일지매의 의적 활동을 돕기도 하는, 단순하지만 정이 많고 충직한 성격의 인물이다.

- 열공
깡마른 체구의 승려이다. 걸치와 함께 일지매를 돌보는 조력자의 역할을 도맡는다. 일지매의 스승격인 인물로, 방황하는 일지매에게 양반들에게 억압 받고 있는 민초를 도우라는 방향을 제시한다. 같은 말을 반복하는 말버릇을 가지고 있다.

- 구자명
뛰어난 수사력과 올곧은 기개를 겸비한 가진 포도청의 수사관이다. 한양을 소란스럽게 하는 두 범죄 조직 봉선이파와 해동청을 일망타진하는 데 큰 역할을 한다. 또한 집념이 대단하여, 사건 해결을 위해서 한양에서 압록강까지의 긴 추격도 마다하지 않는다.[7] 한편, 일지매의 출생과 관련하여 추적하는 도중 '동갑내기' 백매를 만나게 되어 그녀에게 연분을 갖는다.
구자명은 결국 일지매를 체포하는 데 성공하지만, 백매를 위해 구자명은 일지매를 풀어준다. 이에 포도대장으로서 책임을 지고 구자명은 자결하지만, 서인 양반들의 아우성때문에 결국 부관참시까지 당하고 만다.

- 왕횡보
특수 훈련을 받은 청나라의 첩자이다. 장차 있을 청의 조선 침략에 대비해 조선을 정탐할 임무를 받고 조선에서 활동중이다. 청나라 토호의 양자로 있던 일지매를 조선으로 도로 데리고 온 장본인이기도 하다. 임무를 달성하기 위해서는 어떠한 일도 서슴지 않는 성격이다.  그의 이름인 왕횡보는 옆으로 걷는 습성에서 기인한 것이다.

- 양포
왕횡보와 마찬가지로 청나라인이지만, 양포의 목표는 일지매를 청에 데려가서 정혼자인 모란과 결혼시키는 것이다. 같은 청나라인인 왕횡보와 행동을 함께 한다. 목적을 달성하기 위해 때로는 일지매에게 도움을 주기도 한다. 재갈량의 '양' 과 여포의 '포'에서 따왔다는 그의 이름대로, 지모와 무력을 겸비한 사나이다. 임무의 수행을 위해서는 때로는 비열한 짓도 서슴지 않지만 양심의 가책을 종종 느끼는 면모를 보여준다.

- 염월희
일지매의 연인이다. 살인 누명을 쓴 어린 일지매가 그녀의 방에 도망오면서 인연을 맺게 된다. 장성하여 의적이 된 일지매는 한동안 월희의 집을 거점으로 하여 의적 활동을 펼치며, 이 과정에서 둘은 깊은 연인 관계가 된다. 하지만 앞날이 불확실한 일지매는 그녀를 보호하기 위해서 월희를 떠나며, 이런 일지매를 쫓아 월희는 갖은 고초를 겪으며 정랑(精郞)인 일지매를 뒤쫓는다. 청의 침략에 대비한 화포 제작소의 안살림을 맡는 등, 일지매의 조력자로 활동한다. 하지만 자신을 버리고 배를 타고 청나라로 떠나는 일지매의 모습을 바라보다 강물에 몸을 던진다. 작중에 등장하는 다른 여인들과는 달리 행동적이고 적극적인 성격을 가졌다.
 한편, 작가에 따르면 월희는 당대의 유명 여배우였던 염복순을 모델로 하였다고 한다. .[4] 염복순과 염월희는 둘 다 앞니가 갈라진 외모상 공통점이 있기도 하다.

### 보조 등장 인물
- 백매
일지매의 친모이다. 일지매가 버려진 후 남자를 혐오하는 성격으로 바뀌었다. 김참판 집을 나온 뒤 관기로 살아가다가 그것도 그만두고 개성 근처의 인삼밭에서 임노동자로 일한다. 포도청의 구자명에게 끊임없는 구애를 받지만 거절하다가 끝내 외로움을 이기지 못하고 자결한다.
글 쓰는 일에 재능이 있어 관기 시절 동료 기생들의 연서를 대필하기도 하였으며, 말년에는 자신의 인생을 소재로 한 소설을 쓰기도 한다.

- 김중환
일지매의 친부이며, 참판 벼슬까지 오른 양반이다. 일지매의 모 백매와 관계를 가져 일지매를 임신하게 했지만 벼슬길에 방해가 될 것을 우려하여 일지매를 버린다. 하지만 말년에 일지매를 버린 것을 후회하다가 노환으로 세상을 뜬다.

- 모란
청나라의 일지매의 정혼자이다. 어린 일지매가 조선으로 온 후 영영 돌아오지 않게 되자 병이 난 채로 일지매를 기다리고 있다.

- 불가사리
범죄 조직 봉선이파의 행동요원. 거대한 체구의 평안도 사투리를 쓰는 사나이로, 괴력을 무기로 한양을 쑥대밭으로 만든다. 일지매 앞에서 갓난아기를 잡아먹은 것이 결정적인 분노를 사, 일지매의 손에 죽음을 당한다.

- 성게
잔인하고 표독스런 성격을 가진 불량배. 본래 걸치의 고향인 거제섬에 살던 불한당으로, 어린 일지매에게 거제섬에서 살인 누명을 씌운 악연으로 일지매와 지속적으로 충돌한다. 한양에 상경한 성게는 범죄 조직인 해동청에서 활동한다. 하지만 애국심을 가지고 있어, 장성한 일지매가 왕횡보들에게 납치되어 청국으로 끌려갈 때 그를 구해내기도 한다. 그럼에도 불구하고 일지매에게 오해를 사 일지매에게 맞아 죽는다.

- 낭골
범죄 조직 해동청의 간부급 인물이다. 술과 색을 좋아하는 호탕한 성격이며, 범죄 조직 운영 능력에 있어서 탁월한 능력을 보인다. 하지만 결국 해동청과 봉선이가 일지매에 의해 일망타진되자 혼자 사는 처녀인 고운이에게 얹혀 지낸다. 최후에는 일지매르 데려가려는 양포와 왕횡보의 계략에 빠져, 월희를 겁탈하려 하다가 진이 빠져 죽는다.

- 권대감
김자점의 수하로, 온갖 세도를 부리는 부패한 벼슬아치이다. 청나라에 조선 침략을 위한 밀서를 보내다가 일지매에게 발각되어, 일지매의 표현 대로 숙면 도중 '안락사'를 당할뻔 하지만 요행히 목숨을 건진다.

- 슬슬도사
북청 용덕산에서 28년간 수도한 도사. 무술 '때껸'과 각종 초자연적인 능력을 사용할 수 있다. 일지매에게 골머리를 썩는 봉선이파가, 일지매를 잡을 목적으로 고용한다. 하지만 정의감이 높은 슬슬도사는 오히려 일지매와 함께 봉선이파를 일망타진한다. 하지만 자신의 공이 슬슬도사에 의해 가리워질 것을 우려한 포도대장은 슬슬도사에게 누명을 씌우고, 때마침 봉선이파를 뒤에서 조종하고 있던 영의정 김자점에 의해 참수된다.

- 박수동
소요산의 사냥꾼 무리를 이끄는 충직한 두목. 일지매를 제거하려는 김자점에게 고용되어 일지매와 대적하지만 일지매에게서 김자점의 실체를 듣고 난 뒤 포기한다. 일지매는 박수동 무리의 동태를 알아내기 위해 기생 독매로 여장하여 박수동에게 접근하는데, 이 사실을 몰랐던 박수동은 독매에게 반해 버리기도 한다.

- 최명길
충성스러운 선비이다. 청나라의 침략을 걱정한 인조의 밀명을 받고 국방력 강화를 위한 화포 제작에 나서나, 자금 부족으로 곤란을 겪는다. 하지만 일지매의 도움을 받고 청계사에 화포 제작소를 설치할 수 있게 된다.

- 막수와 성숙
모두 일지매를 제거하기 위해 김자점이 고용한 자객들이다. 성숙은 남장 여인으로, 가짜 일지매 행세를 하다가 막수에게 잡힌 것을 계기로 막수와 행동을 같이 한다. 둘은 연모하는 관계로 발전하지만 일지매에 의해 죽음을 맞는다.

- 김길영
김중환의 적자로, 일지매에게는 이복형이 된다. 김중환이 일지매에게 남겨준 유산을 건네주러 일지매를 만나지만 거절당한다. 이에 재산을 정리하여 절에 시주하고 입산하게 된다.

### 여인들
작가는 일지매를 중성적 외모를 가진 인물로 설정하였다. 이는 당시로서는 파격적으로, 이후 일지매와 같은 미형 남성은 고우영 작품의 캐릭터의 한 전형이 되어 삼국지의 제갈량, 초한지의 한신 등으로 이어진다. 고운 외모 탓에 심지어 남장 여인으로 오인을 받기도 하는 일지매는, 많은 여인들과 관계를 맺는 한편, 때로는 도움도 얻는다.
| - 삼꽃 청에서 조선으로 온 뒤 쌍문골 산 속으로 도망친 어린 일지매와 정분을 맺는 천진난만한 소녀. 당파 싸움 끝에 역적으로 몰린 강준식의 후손으로, 심마니로 위장한 머슴 억쇠를 아버지로 알면서 커 왔다. 어린 일지매가 구자명에게 체포되면서 신분이 탄로난 삼꽃은 머슴과 함께 참수를 당한다. 이 일은 일지매에게 큰 충격을 주었다. - 난이와 봉이 일지매가 어린 시절을 잠깐 보냈던 거제도의 소녀들이다. 일지매를 둘러싸고 소녀들 사이에서 '일지매 쟁탈전'이 벌어졌고, 그 중 가장 예뻤던 난이를 의식한 봉이는 성게를 시켜 난이를 겁탈한 뒤 죽이고 이 죄를 일지매에게 뒤집어 씌우도록 일을 꾸몄다. 이 사건을 겪은 뒤 일지매는 거제섬을 떠난다. - 경옥 몰락한 동인 양반인 최세운의 딸. 자태가 고운 탓에 서인 세도가 손석주 대감의 첩이 될 처지에 있었다가, 일지매의 도움으로 모면하게 된다. 도피 중에 일지매의 은신처인 바위 동굴에 함께 지내게 된 것을 계기로 일지매에게 연모를 품게 된다. 일지매는 살인에 희열을 느끼는 정신이상자 흉내를 내어 그녀를 떼어낸다. - 고지 춘덕군의 애첩이지만 시기한 정실 최씨 부인의 농간으로 인해 고초를 겪는다. 고지를 백매와 동일시하는 일지매의 노력 덕택에 자유의 몸이 된다. | - 숙영 참판 김호의 딸. 가난한 선비의 자식 길영과 약혼을 맺으려 하는 도중 권대감의 아들 장호의 눈에 들어 강제 결혼할 처지에 놓인다. 권대감의 비리를 안 일지매의 활약으로 권대감은 숙영을 포기하지만 대신 길영과 숙영 둘 다 죽일 흉계를 꾸민다. 자객으로부터 구출해 낸 숙영이 일지매에게 반하여 접근하지만 일지매는 숙영을 후려쳐서 떼어낸다. - 춘월 사리원의 관기. 일지매의 용모에 반한다. 이를 알아챈 일지매는 엽색 행각을 하는 한량 흉내를 내어 춘월이를 떼어낸다. - 고운이 음녀 어우동의 피를 이어 받았다는 여인. 낭골과 동거하면서 타락한다. 집으로 찾아 온 일지매의 용모에 반해 일지매를 유혹하지만 거절당하자 수치심을 이기지 못해 자결을 시도했다가 구출된다. 이후 비구니가 된다. - 달래 부친이 생활고로 자결하여 동생 각수와 함께 떠돌아 다니다가 일지매에게 도움을 받는 소녀. 결국 일지매에게 연정을 품고 자신을 거두어 달라고 하지만, 일지매는 문둥병에 걸렸다는 핑계로 달래를 떼어낸다. |

## 일지매의 능력과 도구
이 만화는 기본적으로 진지한 작품이지만, 그렇다고 해서 도술과 같은 초자연적인 소재를 완전히 배척하고 있지도 않다. 이를테면, 작중 등장하는 슬슬도사는 홍길동과 마찬가지로 비현실적인 도술 - 장풍, 비행, 둔갑, 파괴된 기물의 원상회복 등 - 을 자유자재로 구사한다. 하지만 일지매는 이러한 도술을 전혀 사용하지 않고 오직 권법과 같은 물리력과, 대마도에서 배워 온 인술에 기반한 도구의 사용을 통해 문제를 해결해 나간다.
| - 수리검(슈리껭) 일지매의 기본적인 원거리 공격 무기이다. 먼 곳의 많은 적을 공격하는 데 특출하다. 특히 봉선이파와 해동청 무리 등 다수를 상대할 때 잘 사용된다. - 깜부기 가루 야간 또는 어두운 곳에서 은신하는 데 사용하기 위해 뿌리는 가루. 작중 표현에 의하면, 한 줌 뿌리는 것으로 적의 시각에서 완전히 벗어날 수 있다. 주로 추적을 피해서 역습을 노릴 때 활용한다. | - 안섶의 옷 무늬 주위 풍경과 유사한 안섶의 옷 무늬를 통해 은신하는 시각적 은폐술이다. 일종의 까모플라쥬라고 할 수 있다. 이를 활용하기 위해서는 옷을 뒤집어 입어야 한다. - 삼줄에 연결된 대나무통 대나무통들을 참대통으로 꿰어낸 도구이다. 가지고 다닐때는 삼줄을 느슨하게 하고, 사용할 때는 삼줄을 잡아 당겨 꼿꼿한 장대 형태로 만든다. 일지매는 이를 이용해 높은 담장을 넘어 침투한다. |

## 평가
작품이 연재된 1970년대는 대한민국의 역사 소설의 궤가 달라지기 시작하던 시점이었다. 즉, 왕조 중심의 역사 소설에서 민중 중심의 역사 소설로 이행되던 과정이었던 것이다. 일지매 역시 이러한 흐름과 연관되어, 민중 중심의 역사 소설의 특성을 가지고 있다.
또한, 일지매는 단순히 의적 일지매의 활약상을 그리는 데서 한발짝 더 나아가, 당시 조선의 사회상과 부패한 정치 권력을 그려내었다는 점에서 역사의 총체성을 보여주었다고 할 수 있다. 하지만 홍길동전과 마찬가지로 이러한 부조리의 원인을 사회 구조에서 찾는 것이 아니라 악한 개개인에게서 찾음으로써, 봉건적 질서에 대한 문제 제기 면에서는 여전히 약점이 있다고 평가된다.

## 같이 보기
- 일지매
- 돌아온 일지매
- 고우영
- 홍길동전